# Liparetrus aridus
Liparetrus aridus är en skalbaggsart som beskrevs av Blackburn 1895. Liparetrus aridus ingår i släktet Liparetrus och familjen Melolonthidae. Inga underarter finns listade i Catalogue of Life.